# Columba (animal)
Columba es un género de aves columbiformes de la familia Columbidae que comprende numerosas especies de palomas medianas o grandes, y de cuerpo robusto. Por ser el género tipo de la familia suele denominarse a sus miembros palomas típicas. El nombre del género es de etimología latina, Columba es la palabra que significa «paloma» en latín.
Las especies de este género se extienden por Eurasia, África y Oceanía, pero se han introducido algunas especies, como la paloma bravía, fuera de su área natural.
Anteriormente se clasificaban en Columba varias especies americanas que actualmente componen el género Patagioenas.

## Etimología
Columba, palabra latina tomada del griego κόλυμβος (kólymbos), “buzo”, la que a su vez viene de κολυμβάω (kolymbáō) “bucear”, le fue aplicada porque al observar el vuelo de estas aves les pareció como si buceaban, como que remaban en el aire.

## Especies
Se reconocen 33 especies vivas en el género (y 2 extintas en periodo histórico):
- Columba albinucha - paloma nuquialba;
- Columba albitorques - paloma etíope;
- Columba argentina - paloma plateada;
- Columba arquatrix - paloma ojigualda;
- Columba bollii - paloma turqué;
- Columba delegorguei - paloma de Delegorgue;
- Columba elphinstonii - paloma de Nilguiris;
- Columba eversmanni - paloma del Turquestán;
- Columba guinea - paloma de Guinea;
- Columba hodgsonii - paloma de Hodgson;
- Columba iriditorques - paloma nuquibronceada;
- Columba janthina - paloma japonesa;
- Columba jouyi † - paloma de las Ryukyu;
- Columba junoniae - paloma rabiche;
- Columba larvata - paloma caripálida;
- Columba leucomela - paloma blanquinegra;
- Columba leuconota - paloma nival;
- Columba livia - paloma bravía;
- Columba malherbii - paloma de Malherbe;
- Columba oenas - paloma zurita;
- Columba oliviae - paloma somalí;
- Columba pallidiceps - paloma cabeciclara;
- Columba palumboides - paloma de las Andamán;
- Columba palumbus - paloma torcaz;
- Columba pollenii - paloma de las Comores;
- Columba pulchricollis - paloma cenicienta;
- Columba punicea - paloma purpúrea;
- Columba rupestris - paloma rupestre;
- Columba sjostedti - paloma del Camerún;
- Columba thomensis - paloma de Santo Tomé;
- Columba torringtoniae - paloma de Ceilán;
- Columba trocaz - paloma de Madeira;
- Columba unicincta - paloma del Congo;
- Columba versicolor † - paloma de las Bonin;
- Columba vitiensis - paloma gorgiblanca.